# Kountze (Texas)
Kountze es una ciudad ubicada en el condado de Hardin en el estado estadounidense de Texas. En el Censo de 2010 tenía una población de 2.123 habitantes y una densidad poblacional de 206,94 personas por km².

## Geografía
Kountze se encuentra ubicada en las coordenadas 30°22′21″N 94°18′56″O / 30.37250, -94.31556. Según la Oficina del Censo de los Estados Unidos, Kountze tiene una superficie total de 10.26 km², de la cual 10.24 km² corresponden a tierra firme y (0.2%) 0.02 km² es agua.

## Demografía
Según el censo de 2010, había 2.123 personas residiendo en Kountze. La densidad de población era de 206,94 hab./km². De los 2.123 habitantes, Kountze estaba compuesto por el 72.35% blancos, el 23.08% eran afroamericanos, el 0.19% eran amerindios, el 0.85% eran asiáticos, el 0% eran isleños del Pacífico, el 1.32% eran de otras razas y el 2.21% pertenecían a dos o más razas. Del total de la población el 4.99% eran hispanos o latinos de cualquier raza.